# Le Fuet

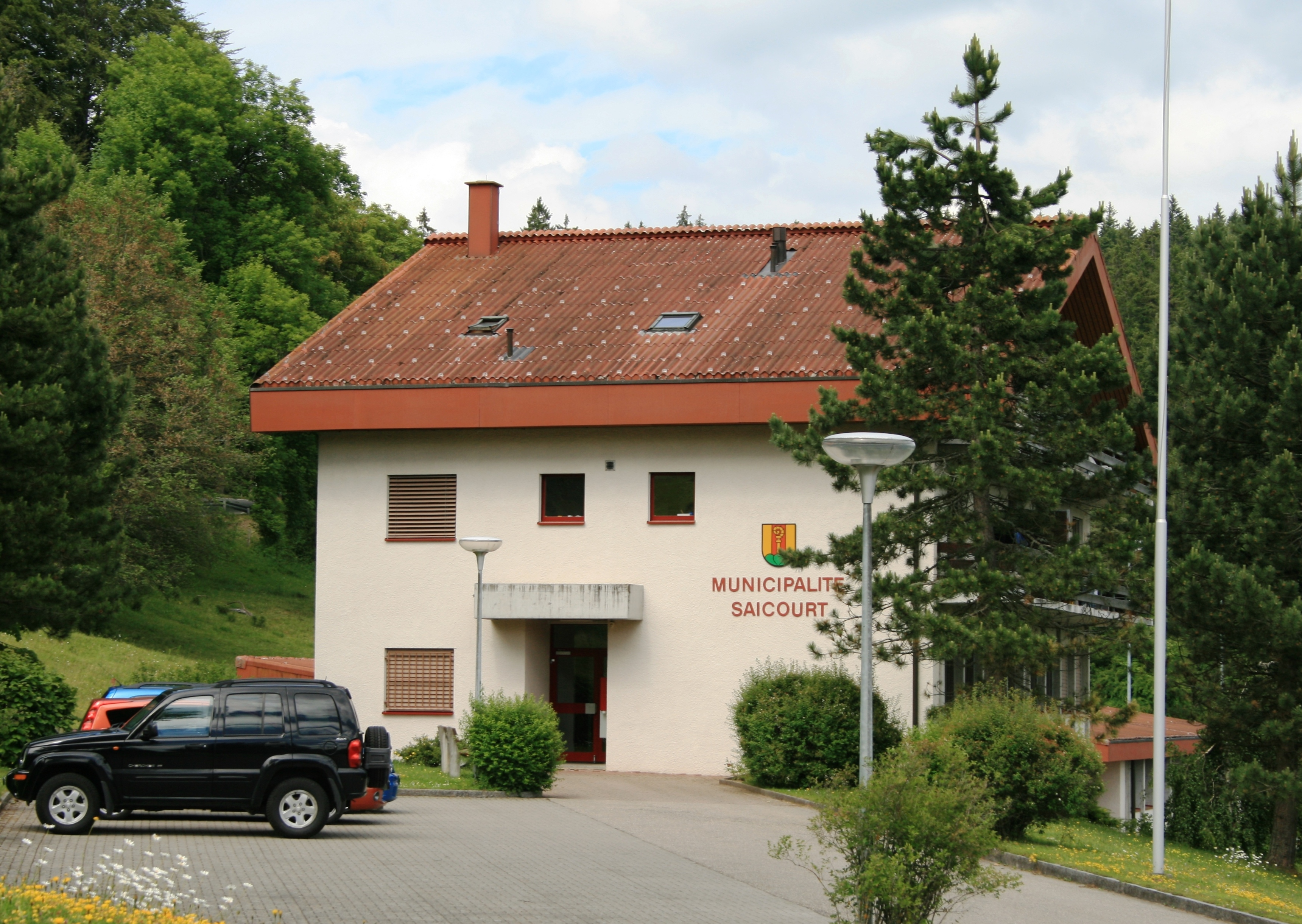
Gemeindehaus von Saicourt in Le Fuet

Le Fuet ist ein Dorf im Berner Jura, das im Jahr 2000 269 Einwohner zählte. Es gehört zur Gemeinde Saicourt.

## Geographie
Das Dorf liegt auf 841 m ü. M. am Südhang des Montbautier an der Strasse von Tavannes nach Bellelay. Le Fuet hat auch eine Strassenverbindung nach Reconvilier.

## Geschichte
Wie auch die umliegenden Dörfer gehörte Le Fuet im Mittelalter zum Einflussbereich des Klosters Bellelay. Kirchlich gehörte Le Fuet bis zum Jahr 1928 zur Pfarrei Tavannes-Chaindon, seither zu Tavannes. Bis heute hat das Dorf seinen von der Landwirtschaft geprägten Charakter erhalten. Das Gemeindehaus von Saicourt ist in Le Fuet.